# 刘乃兰
刘乃兰（1946年—），汉族，中华人民共和国政治人物、第十一届全国政协委员。
加入中国共产党，担任天津华明集团公司董事长兼总经理、天津市残疾人福利基金会理事。2008年，当选第十一届全国政协委员，代表经济界，分入第三十七组。